# Bischofschronik
Bischofschronik ist eine Bischofs- und Bistumsgeschichte, mithin eine Abfolge von bischöflichen Lebensbeschreibungen der Institution „Bistum“.
Chroniken nennt man die Art (mittelalterlicher und frühneuzeitlicher) Geschichtsschreibung (Historiografie), die Nachrichten über historische Vorgänge und Ereignisse zusammenfügt und geordnet darstellt. Neben den Welt- (Universal-) Chroniken entstanden (vornehmlich) im (späteren) Mittelalter Reichs- und Landeschroniken, Stadt- und Bischofschroniken. Insbesondere die Bischofschroniken hatten u. a. in den karolingerzeitlichen Gestenwerken von Bischöfen und Äbten ihre Wurzel und orientierten sich in Aufbau und Darstellung am Modell des Liber pontificalis, der offiziösen Geschichte der Päpste mit den biografischen Grunddaten der römischen Bischöfe und den erwähnenswerten Ereignissen der jeweiligen Pontifikatszeiten. Die Bischofschronik ist damit eine personenbezogene Geschichtsschreibung, sie erzählt die Geschichte von Menschen, die in einer bestimmten Institution – eben dem Bistum – als Funktionsträger tätig waren und darin aufeinander abfolgten. 
Die Bischofschronik (des späteren Mittelalters) ordnet sich ein in die Vielfalt der kaum voneinander abgrenzbaren historiografischen Genera des Mittelalters (chronicon, annales, historia, gesta, res gestae, vita, fundatio, genelogia, catalogus): Chronik, Katalog, Gesta und Vita fließen hier – auch entwicklungsgeschichtlich betrachtet – ineinander. Dies geschieht im Rahmen einer reflektierenden Vergegenwärtigung, eines historiografisch gestalteten Ausschnitts der Vergangenheit, der im Falle der Bischofschronik bzw. des Bischofskatalogs die Reihe der Amtsinhaber und Funktionsträger darstellen möchte. Dieser so gestalteten Vorführung der Institution „Bistum“ entsprach die solcherart vermittelte Aufforderung zur Identifikation mit den Bischöfen als (zumeist vorbildlich dargestellten) Amtsträgern. Die der Erinnerung würdigen Taten, das ehrende Gedächtnis an die Bischöfe dienten der Nachahmung, besonders aber der Bewahrung und Sicherung der als vorgegeben betrachteten Institution.